# 2008-as Formula–1 monacói nagydíj

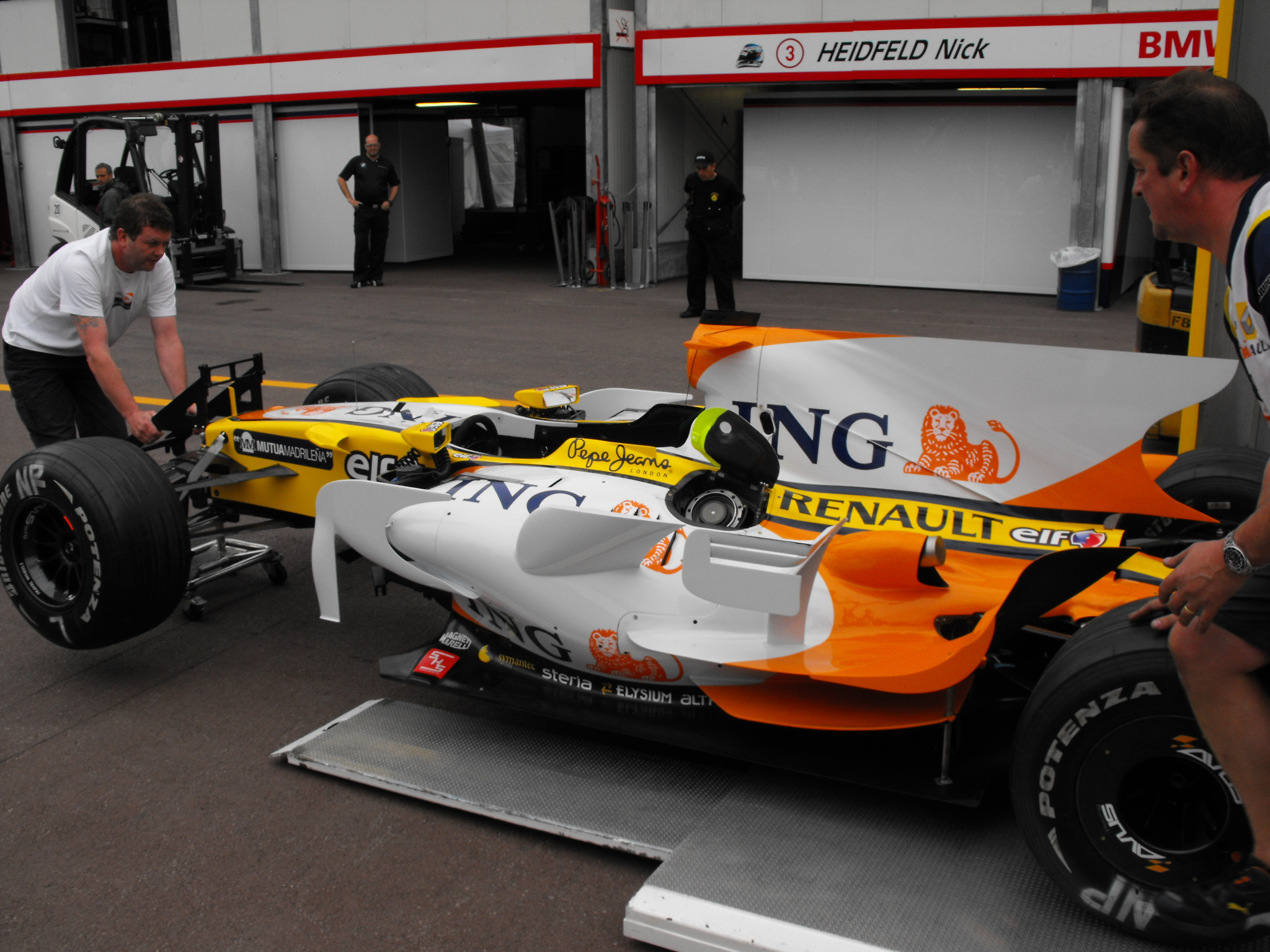
A Renault autóinak kirakodása a nagydíj előtt

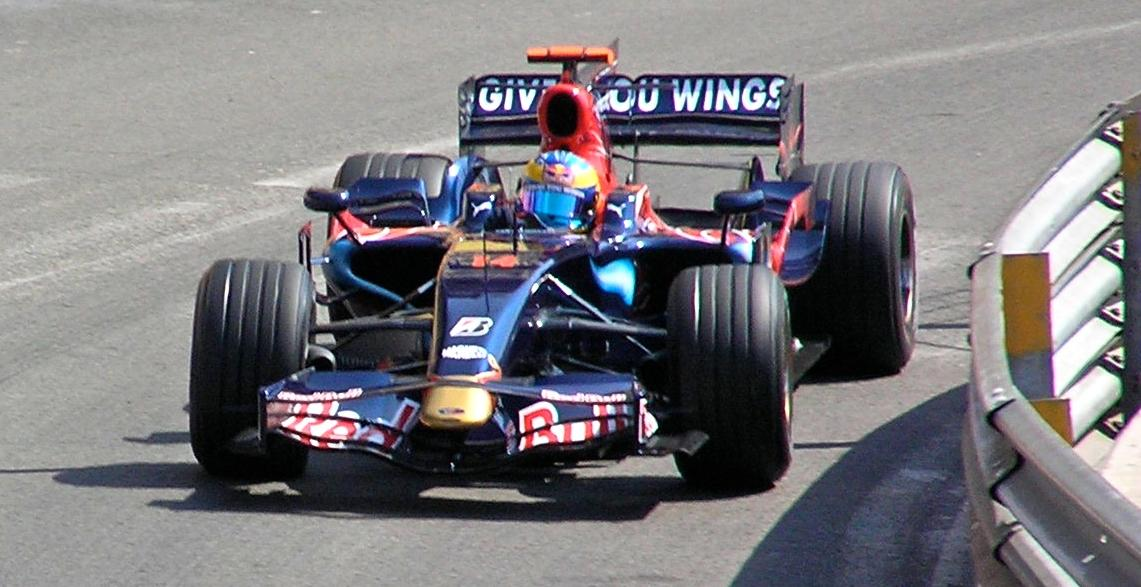
Sébastien Bourdais az új STR3-mal

A monacói nagydíj a 2008-as Formula–1 világbajnokság hatodik versenye volt, amelyet 2008. május 22. és május 25. között rendeztek meg a monte-carlói utcai pályán. Jubileumot ünnepelt a nagydíjon Giancarlo Fisichella, akinek ez volt a 200. Formula–1-es rajtja. A Ferrari ismét alkalmazta autóin a 2008-as Formula–1 spanyol nagydíjon sikerrel kipróbált lyukas orrkúpot, amelytől főleg a lassú, nagy leszorító erőt igénylő pályákon származik előny.
A kétórás időhatár túllépése miatt két körrel korábban leintett futamot Lewis Hamilton nyerte Robert Kubica és az élről induló Felipe Massa előtt.
Nedves pályán indult a verseny. Massa megtartotta vezető helyét az első kanyar után, de csapattársát Kimi Räikkönent megelőzte a harmadik helyről startoló Lewis Hamilton. Hamilton a hatodik körben defektet kapott, ezzel arra kényszerítve, hogy a bokszba hajtson, a pályára visszatérve az ötödik pozícióban folytathatta a versenyt. Mivel a pálya felszáradt, a riválisok végrehajtották saját bokszkiállásukat, ezzel Hamilton átvette a vezetést, amelyet a verseny végéig megtartott. Kubica stratégiája lehetővé tette, hogy a második bokszkiállást követően átvegye a második helyet Massától. Räikkönen az ötödik helyről visszaesett a kilencedikre a Force Indiás Adrian Sutillal való ütközést követően. Sutil a 18. helyről rajtolva már a negyedik pozícióba haladt az incidenst megelőzően. Ezzel a Red Bullt vezető Mark Webber örökölte meg a helyet, megelőzve az ötödik helyen befutó Toro Rossos Sebastian Vettelt.
Hamiltonnak ez szezonbeli második és első monacói győzelme, mellyel átvette a bajnokságban a vezető helyet, három ponttal megelőzve Räikkönent és néggyel Massát. A Ferrari megőrizte vezető helyét a konstruktőri világbajnokságban, 16 ponttal megelőzve a McLarent és 17 ponttal a BMW Saubert, 12 futammal a szezon vége előtt.

## Szabadedzések
Egyedüliként a Formula–1-ben, a monacói nagydíj első két szabadedzését csütörtökön rendezik. Az első szabadedzést Kimi Räikkönen, a másodikat Lewis Hamilton nyerte, a harmadik, szombati szabadedzésen Heikki Kovalainen végzett az élen.

### Első szabadedzés
A monacói nagydíj első szabadedzését május 22-én, csütörtökön tartották, közép-európai idő szerint 10:00 és 11:30 óra között. Az első helyet Kimi Räikkönen szerezte meg, Lewis Hamilton előtt.
Nem állt a versenyzők rendelkezésére  a másfél órás edzés teljes ideje, mert majd egy órával a kezdés után, negyed órára piros zászlóval meg kellett állítani a tréninget, amikor a St. Dévote-kanyar után, az emelkedőn kilazult egy csatornafedél. A hibát sikerült időben elhárítani, és a hátramaradt időre újraindulhatott a szabadedzés.
A kényszerű szünet előtt a McLaren versenyzője, Lewis Hamilton volt a leggyorsabb, még az elején futott 1:17,078-as idejével. Az újrakezdés után nem sokkal ezt 1:16,216-ra javította. Kilenc perccel a vége előtt azonban jött Kimi Räikkönen, és 0,268 másodperccel, 1:15,948-ra javította a legjobb köridőt. Mindketten érhettek volna el jobb eredményt is, de egyiküknek sem sikerült hibátlan utolsó kört menni. Heikki Kovalainen egy alkalommal jobb részidőket produkált, mint Räikkönen, de nem tudta megtartani az előnyt a pálya utolsó szektorában, és csak 3. lett. Felipe Massa egészítette ki az első négyet, mögötte Nico Rosberg végzett, aki az utolsó pillanatokban szorította le az ötödik helyről Robert Kubicát.
A monacói nagydíj kétszeres győztese, Fernando Alonso hetedik lett, csapattársa, Nelson Piquet megint sokkal lassabb volt nála, csak a 18. helyet érte el, Alonsóénál 1,5 másodperccel lassabb körrel. Rubens Barrichello és Mark Webber mögött Giancarlo Fisichella végzett a Force Indiával, az új Toro Rosso-modell a 13. hellyel mutatkozott be Sébastien Bourdais révén.
Jarno Trulli és Nick Heidfeld falnak ütköztek a szabadedzés során. Előbbi az alagút bejáratánál törte el Toyotájának felfüggesztését és állt le a kikötői sikánnál, utóbbi nagyjából ugyanakkor rongálta meg autója hátulját a Casino téren. David Coulthard nem tudott mért kört autózni, a Red Bull gázpedáljának hibája miatt megállt a Tabac-kanyar előtt.
| Helyezés | Név                  | Csapat/Motor        | Elért idő  | Különbség | Futott kör |
| -------- | -------------------- | ------------------- | ---------- | --------- | ---------- |
| 1        | Kimi Räikkönen       | Ferrari             | 1:15,948   |           | 26         |
| 2        | Lewis Hamilton       | McLaren-Mercedes    | 1:16,216   | + 0,268   | 27         |
| 3        | Heikki Kovalainen    | McLaren-Mercedes    | 1:16,248   | + 0,300   | 28         |
| 4        | Felipe Massa         | Ferrari             | 1:16,292   | + 0,344   | 26         |
| 5        | Nico Rosberg         | Williams-Toyota     | 1:16,653   | + 0,705   | 27         |
| 6        | Robert Kubica        | BMW Sauber          | 1:16,834   | + 0,886   | 23         |
| 7        | Fernando Alonso      | Renault             | 1:17,498   | + 1,550   | 25         |
| 8        | Rubens Barrichello   | Honda               | 1:17,511   | + 1,563   | 26         |
| 9        | Mark Webber          | Red Bull-Renault    | 1:17,798   | + 1,850   | 23         |
| 10       | Giancarlo Fisichella | Force India-Ferrari | 1:17,835   | + 1,887   | 26         |
| 11       | Timo Glock           | Toyota              | 1:17,942   | + 1,994   | 26         |
| 12       | Jenson Button        | Honda               | 1:18,153   | + 2,205   | 26         |
| 13       | Sébastien Bourdais   | Toro Rosso-Ferrari  | 1:18,245   | + 2,297   | 30         |
| 14       | Nick Heidfeld        | BMW Sauber          | 1:18,263   | + 2,315   | 13         |
| 15       | Nakadzsima Kazuki    | Williams-Toyota     | 1:18,274   | + 2,326   | 28         |
| 16       | Jarno Trulli         | Toyota              | 1:18,360   | + 2,412   | 16         |
| 17       | Adrian Sutil         | Force India-Ferrari | 1:18,360   | + 2,412   | 25         |
| 18       | Nelson Piquet Jr.    | Renault             | 1:18,955   | + 3,007   | 32         |
| 19       | Sebastian Vettel     | Toro Rosso-Ferrari  | 1:19,176   | + 3,228   | 35         |
| 20       | David Coulthard      | Red Bull-Renault    | Idő nélkül |           | 3          |

### Második szabadedzés

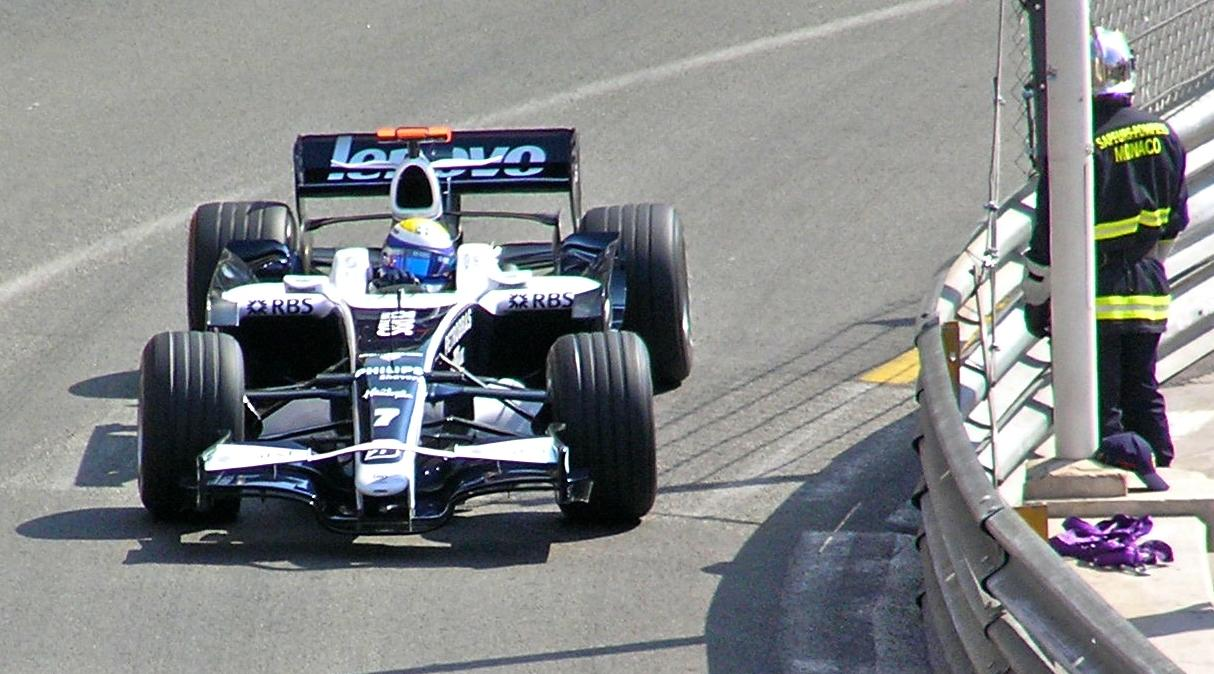
Nico Rosberg 2. lett a délutáni szabadedzésen

A monacói nagydíj második szabadedzését május 22-én, csütörtök délután tartották, közép-európai idő szerint 14:00 és 15:30 óra között. Az edzést Lewis Hamilton nyerte, mögötte Nico Rosberg végzett, Kimi Räikkönen lett a harmadik.
Hamilton hamar az élre állt, és csak rövid időre vesztette el az első helyet, amikor az edzés felénél Rosberg lágy gumikra váltva gyorsabb lett nála. Tíz perc múltán azonban Hamilton is lágy keverékű gumikat tett fel és visszavette a vezetést, majdnem négy tizeddel megjavítva Rosberg idejét. A Williams versenyzője meg tudta tartani a második helyet a két Ferrari előtt. A másik McLarennel Kovalainen 5. lett.
A két Renault balesetet szenvedett a célegyenes utáni első, St. Dévote-kanyarban: előbb Piquet törte le a hátsó szárnyát a falnak csapódva, 12 perccel később pedig Alonso veszítette el az uralmát az autója felett. Utóbbi versenyző tovább tudott menni, de a bal hátsó felfüggesztés az ő autóján is károkat szenvedett. A kicsúszás színhelyén számos törmelékdarab maradt, amiket csak egy négyperces piros zászlós szakaszban tudtak eltakarítani a pályamunkások.
Sokan levágták a kikötői sikánt is, Trulli ezúttal az uszodánál, Adrian Sutil pedig az utolsó percekben a La Rascasse-kanyarban tört le pár alkatrészt az autójáról. Balesete ellenére Alonso megismételte reggeli 7. helyét, Kubica mögött. A Hondák a 8. és 10. helyen végeztek úgy, hogy Jenson Button csak 0,067 másodperccel volt gyorsabb csapattársánál, Rubens Barrichellónál, és köztük még ott volt a 9. helyen Nakadzsima Kazuki.
| Helyezés | Név                  | Csapat/Motor        | Elért idő | Különbség | Futott kör |
| -------- | -------------------- | ------------------- | --------- | --------- | ---------- |
| 1        | Lewis Hamilton       | McLaren-Mercedes    | 1:15,140  |           | 40         |
| 2        | Nico Rosberg         | Williams-Toyota     | 1:15,533  | + 0,393   | 39         |
| 3        | Kimi Räikkönen       | Ferrari             | 1:15,572  | + 0,432   | 42         |
| 4        | Felipe Massa         | Ferrari             | 1:15,869  | + 0,729   | 37         |
| 5        | Heikki Kovalainen    | McLaren-Mercedes    | 1:15,881  | + 0,741   | 39         |
| 6        | Robert Kubica        | BMW Sauber          | 1:16,296  | + 1,156   | 34         |
| 7        | Fernando Alonso      | Renault             | 1:16,310  | + 1,170   | 27         |
| 8        | Jenson Button        | Honda               | 1:16,351  | + 1,211   | 45         |
| 9        | Nakadzsima Kazuki    | Williams-Toyota     | 1:16,372  | + 1,232   | 40         |
| 10       | Rubens Barrichello   | Honda               | 1:16,418  | + 1,278   | 32         |
| 11       | Nick Heidfeld        | BMW Sauber          | 1:16,426  | + 1,286   | 44         |
| 12       | Timo Glock           | Toyota              | 1:16,688  | + 1,548   | 46         |
| 13       | Mark Webber          | Red Bull-Renault    | 1:17,094  | + 1,954   | 39         |
| 14       | David Coulthard      | Red Bull-Renault    | 1:17,131  | + 1,991   | 39         |
| 15       | Nelson Piquet Jr.    | Renault             | 1:17,246  | + 2,106   | 35         |
| 16       | Giancarlo Fisichella | Force India-Ferrari | 1:17,251  | + 2,111   | 33         |
| 17       | Jarno Trulli         | Toyota              | 1:17,379  | + 2,239   | 28         |
| 18       | Sébastien Bourdais   | Toro Rosso-Ferrari  | 1:17,581  | + 2,441   | 38         |
| 19       | Adrian Sutil         | Force India-Ferrari | 1:18,176  | + 3,036   | 31         |
| 20       | Sebastian Vettel     | Toro Rosso-Ferrari  | 1:18,225  | + 3,085   | 38         |

### Harmadik szabadedzés
A monacói nagydíj harmadik, szombati szabadedzését május 24-én, szombat délelőtt, közép-európai idő szerint 11:00 és 12:00 óra között tartották. Az élen Heikki Kovalainen végzett, megelőzve csapattársát, Lewis Hamiltont. Kimi Räikkönen ismét harmadik lett.

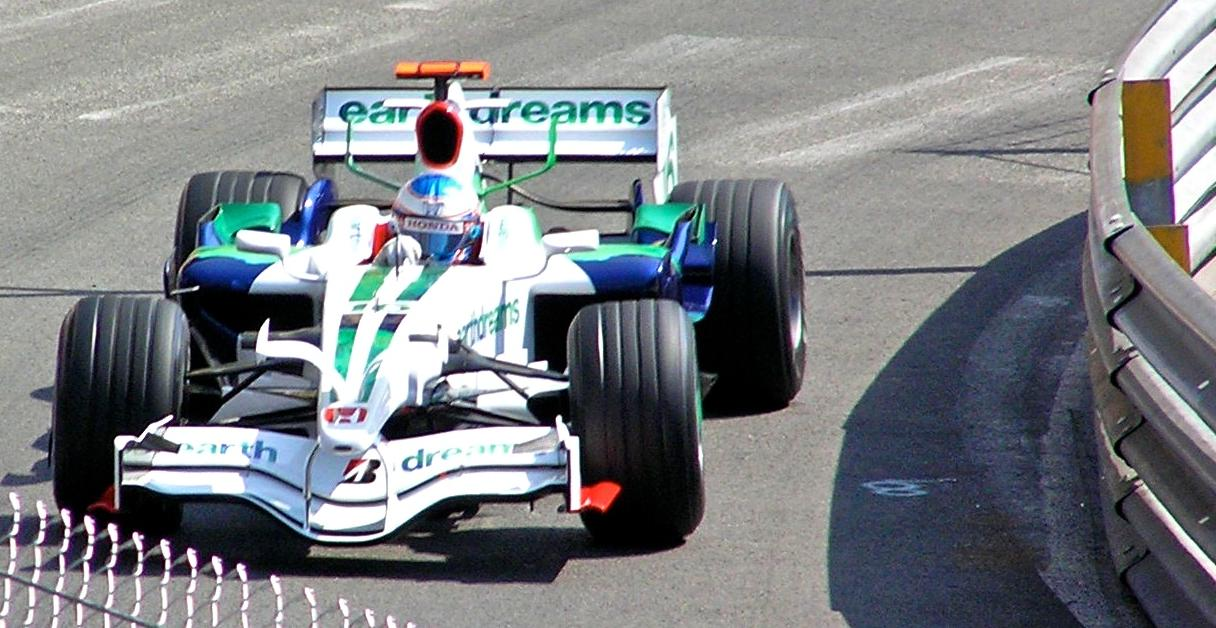
Jenson Button volt a leggyorsabb az edzés vizes szakaszában

Nem sokkal az után, hogy Kovalainen megfutotta az edzés leggyorsabb körét, kisebb zápor hullott a pályára. A McLaren versenyzője megcsúszott a vizes pályán, és a falnak ütközött. Az egyórás edzést öt percre megállították, hogy eltakarítsák a törmeléket az Uszoda-kanyarból. A kis szünet elég volt ahhoz, hogy a délelőtti esők után fölszáradt pálya újra vizes legyen. Bár nem tudta folytatni az edzést, Kovalainen így is az élen maradt, 1:16,567-es idővel.

Addig igen mozgalmas volt az edzés, a várható eső tudtával az egész mezőny – Coulthard kivételével, aki ezúttal olajnyomás-problémák miatt nem tudott mért kört autózni – kiment a pályára, hogy még száraz körülmények között tesztelhessen. Eleinte Massa állt az élen, több gyors kört futva 1:17,691-ig vitte le a legjobb időt, mielőtt Räikkönen, majd Hamilton is megelőzte. Tőle Kovalainen vette át a vezetést, mielőtt eleredt az eső.

Rosberg még száraz pályán érte el a negyedik legjobb időt, de gyors volt az edzés második felében is. Kubica ötödik lett, a hatodik helyre hátraszorítva Massát. Webber szokás szerint gyors volt a monacói pályán, ahogyan Sutil is, aki a figyelemre méltó, nyolcadik helyet érte el a Force Indiával. Nakadzsima és Button zárták az első tízet. Utóbbi versenyző különösen gyors volt az átmeneti gumikon, egy másodperccel jobbat futott mindenkinél a nedves pályán.

Az aszfalt az edzés vége felé ismét száradni kezdett, Button mögött a legjobb „vizes” időt Kubica érte el, 1:26,459-del, megelőzve Räikkönent (1:27,077) és Massát (1:27,325).
| Helyezés | Név                  | Csapat/Motor        | Elért idő | Különbség | Futott kör |
| -------- | -------------------- | ------------------- | --------- | --------- | ---------- |
| 1        | Heikki Kovalainen    | McLaren-Mercedes    | 1:16.567  |           | 11         |
| 2        | Lewis Hamilton       | McLaren-Mercedes    | 1:17,084  | + 0,517   | 15         |
| 3        | Kimi Räikkönen       | Ferrari             | 1:17,177  | + 0,610   | 21         |
| 4        | Nico Rosberg         | Williams-Toyota     | 1:17,503  | + 0,936   | 26         |
| 5        | Robert Kubica        | BMW Sauber          | 1:17,687  | + 1,120   | 22         |
| 6        | Felipe Massa         | Ferrari             | 1:17,691  | + 1,124   | 26         |
| 7        | Mark Webber          | Red Bull-Renault    | 1:17,856  | + 1,289   | 22         |
| 8        | Adrian Sutil         | Force India-Ferrari | 1:17,883  | + 1,316   | 23         |
| 9        | Nakadzsima Kazuki    | Williams-Toyota     | 1:18,147  | + 1,580   | 26         |
| 10       | Jenson Button        | Honda               | 1:18,225  | + 1,658   | 27         |
| 11       | Sébastien Bourdais   | Toro Rosso-Ferrari  | 1:18,367  | + 1,800   | 16         |
| 12       | Timo Glock           | Toyota              | 1:18,424  | + 1,857   | 26         |
| 13       | Rubens Barrichello   | Honda               | 1:18,455  | + 1,888   | 19         |
| 14       | Nelson Piquet Jr.    | Renault             | 1:18,615  | + 2,048   | 25         |
| 15       | Sebastian Vettel     | Toro Rosso-Ferrari  | 1:18,651  | + 2,084   | 29         |
| 16       | Fernando Alonso      | Renault             | 1:18,795  | + 2,228   | 24         |
| 17       | Jarno Trulli         | Toyota              | 1:18,858  | + 2,291   | 25         |
| 18       | Nick Heidfeld        | BMW Sauber          | 1:19,024  | + 2,457   | 23         |
| 19       | Giancarlo Fisichella | Force India-Ferrari | 1:19,131  | + 2,564   | 10         |
| 20       | David Coulthard      | Red Bull-Renault    | 1:20,805  | + 4,238   | 17         |

## Időmérő edzés

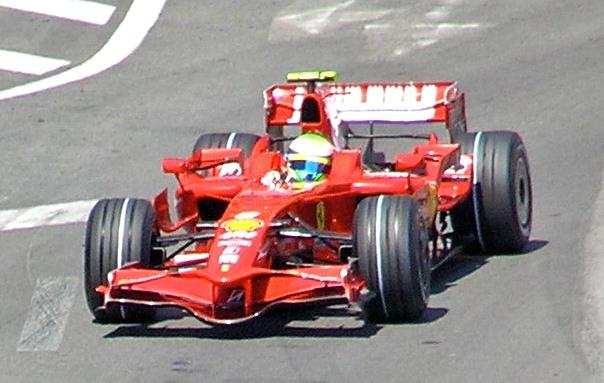
A pole-pozíciót Felipe Massa szerezte meg

A monacói nagydíj időmérő edzését május 24-én, szombaton, közép-európai idő szerint 14:00 és 15:00 óra között tartották, száraz, de felhős időben. Az első sorba a két Ferrari-versenyző, Felipe Massa és Kimi Räikkönen kvalifikálta magát. A harmadik helyet Lewis Hamilton szerezte meg, mellőle csapattársa, Heikki Kovalainen indulhatott a futamon.
Sebastian Vettel és Giancarlo Fisichella az edzésen elért eredményükhöz képest öt hellyel hátrábbról rajtoltak a versenyen. Vettel a Toro Rosso csapat új fejlesztésű autóját használta, amelyben a váltóblokk is új volt, de ezt az alkatrészt a szabályok értelmében csak négy versenyenként lehet cserélni. Csapattársa, Sébastien Bourdais mentesült a büntetés alól, mert a török nagydíjon kiesett, ezért az ő autójában szabadon lehetett alkatrészt cserélni. Fisichella autójában ki kellett cserélni a szombati szabadedzés során meghibásodott váltóművet, ami miatt büntetésként neki is öt hellyel hátrábbról kellett indulnia .

### Első rész

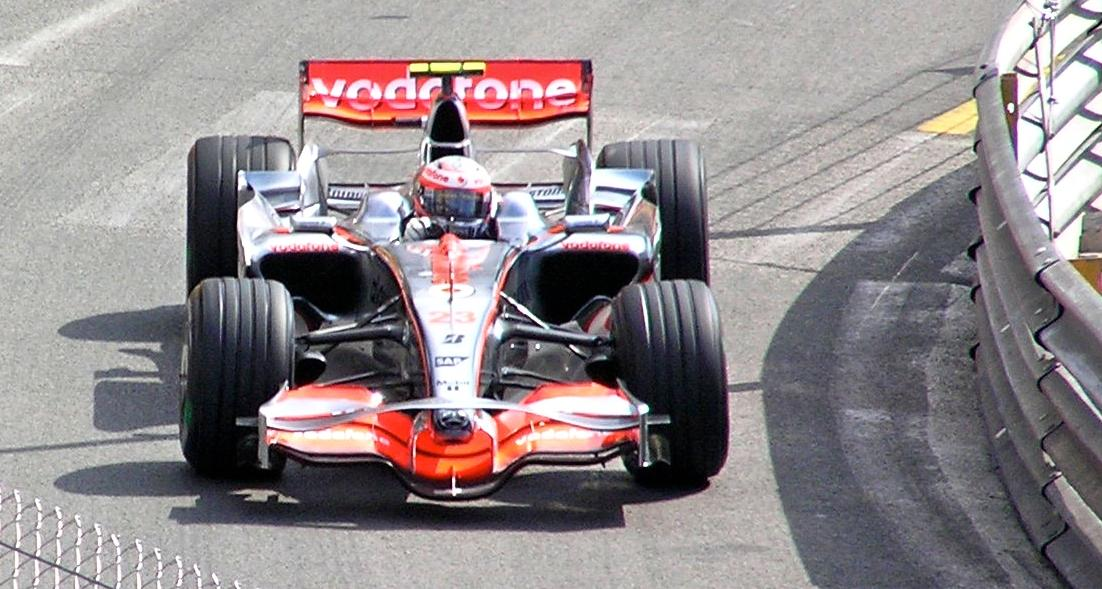
Kovalainen az edzésen

Az előrejelzések esőt jósoltak a vasárnapi futamra, így néhányan úgy döntöttek a mezőnyből, hogy vizes pályára is alkalmas beállításokkal vesznek részt az edzésen. A többség kemény keverékű gumikon futott az első szakaszban.
Coulthard kezdte meg az edzést, első mért körét 1:18,539 perc alatt teljesítette. A lágy gumikon kezdő Sutil nem tudta megelőzni. Rövid időn belül többször is gazdát cserélt az első hely: az új Toro Rosso STR3-assal versenyző Vettel, Coulthard, majd megint Vettel voltak az élen. Az élcsapatok versenyzői közül Kovalainen hajtott ki először a pályára, és kemény gumikon 1:16,806-ra javította Vettel addigi legjobb, 1:16,955-es idejét. Tőle rövidesen Räikkönen vette át a vezetést. Következő gyors körében Kovalainen 1:16,315-re javult, de ez nem volt elég az első helyhez, mert Rosberg időközben némi meglepetésre 1:16,116-et autózott. Kovalainen tovább próbálkozott, egy újabb gyors, 1:16,167-es körrel alig maradt el Rosbergtől. A mért körrel még nem rendelkező Piquet kicsúszott a St. Dévote-kanyarban, de vissza tudott jönni a pályára.
Tíz perc telt el az edzésből, amikor Räikkönen, először a nap folyamán 1 perc 16 másodperc alá szorította a legjobb köridőt és ismét az élre állt. 1:15,717-es eredményét Hamilton 1:15,582-re javította. Bourdais, aki igyekezett bekerülni második szakaszba, nem tudta bevenni a kikötői sikánt, de el tudta kerülni, hogy a falnak ütközzön.

5 perc volt hátra az edzésből, amikor Kubica először került továbbjutó helyre: 1:15,977-es ideje a 4. legjobb volt. Kovalainen ismét vezető helyre került, 3 tizedet vert csapattársára. A kiesésre álló Piquet utolsó gyors körében megcsúszott az alagút bejáratánál. El tudta kerülni, hogy a szalagkorlátnak csapódjon, de túl sok időt vesztett ahhoz, hogy az első tizenötbe kerüljön. Trulli lágy gumikon feljött a 10. helyre, Massa pedig egy 1:15,190-es idővel az élre állt, és megnyerte az első szakaszt.

Nem sikerült jól a Toro Rosso STR3-as modelljének bemutatkozása, Vettel és Bourdais is kiesett, ahogy a Force India két versenyzője, Fisichella és Sutil is. Az ötödik kieső Piquet lett, aki sorozatban másodszor nem tudott túljutni az időmérő edzés első szakaszán, jelentősen lemaradva csapattársától, Alonsótól. A rajtbüntetések miatt a 16–20. helyről Bourdais, Piquet, Sutil, Vettel, Fisichella sorrendben indulhattak a versenyzők a vasárnapi futamon.

### Második rész

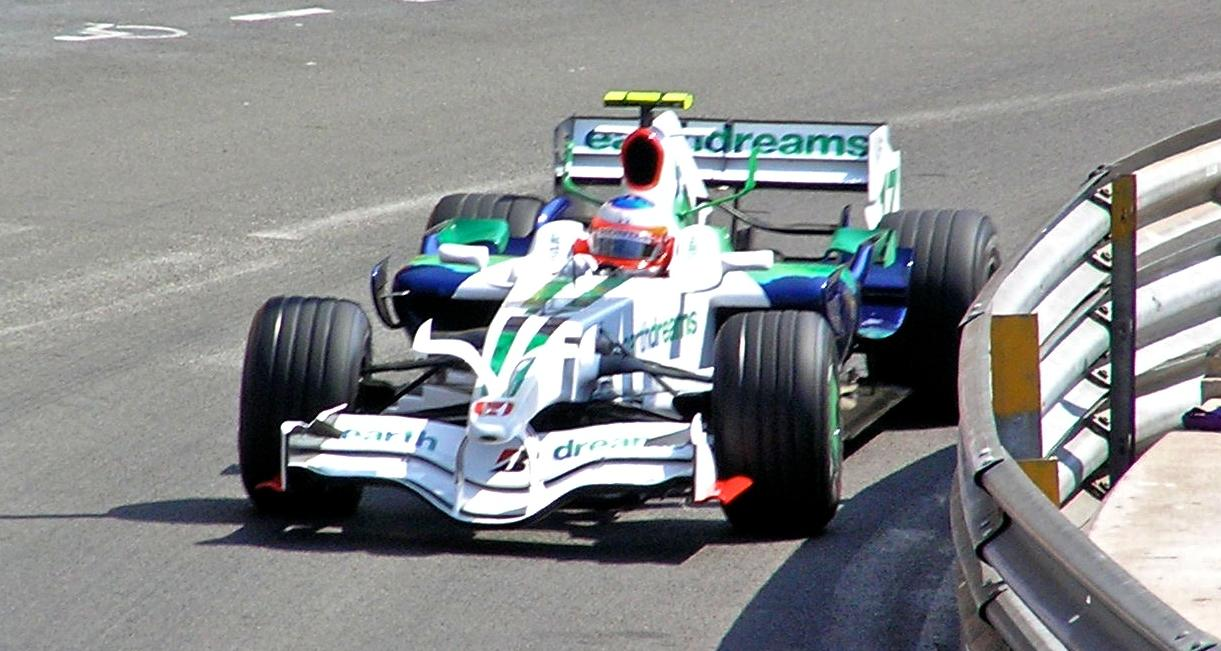
Rubens Barrichello lemaradt a 3. szakaszról

A legtöbben már az edzés második szakaszának elején kimentek a pályára gyors kört futni, mert a borult ég esőt sejtetett, bár végül száraz maradt a pálya. A Williams versenyzői, Rosberg és Nakadzsima úgy érezték, hogy a kemény keverékű gumiabroncsokkal jobb eredményt érhetnek el, így a többséggel ellentétben nem váltottak lágy gumikra a második szakaszban.
Az első mért kört Alonso tette meg, 1:16,511-es idejét azonban Räikkönen még úgy is meg tudta javítani több mint egy másodperccel, hogy a célegyenes bejáratánál megcsúszott. Rosberg a kemény gumikon a második volt, de hamar visszaszorult, amikor Massa 1:15,110-del átvette a vezetést. Hamilton első mért köre a második helyre volt elég, Räikkönent megelőzve. Kubica lágy gumikon sem tudott a Ferrarik és a McLarenek elé férkőzni, eredménye az 5. helyre volt elég. A szokásostól eltérően a McLaren versenyzői nem hajtottak be a bokszba egy-két gyors kör után, hanem kint maradtak a pályán és tovább próbálkoztak. Feljebb lépni azonban sem Hamiltonnak, sem Kovalainennek nem sikerült. Sőt, a szakasz vége előtt másfél perccel Rosberg mindkettejüket megelőzve, 1:15,287-del a második helyre jött föl. Nagyon sűrű volt a mezőny ekkor a továbbjutó helyeken: Alonso 1:15,827-es ideje csak a 9. helyre volt elég.
Alig fél perccel az edzés vége előtt, a pálya leggyorsabb részén, az alagút kijáratánál Coulthard elvesztette uralmát az autója felett, és a Red Bull irányíthatatlanul a falnak csapódott. A versenyző nem sérült meg, de a törmelék szétszóródott a pályán, ami többeket lassításra kényszerített az utolsó gyors körükben. Az edzés után a Honda versenyzői, Button és Barrichello egyértelműen Coulthard balesetét okolták azért, hogy nem jutottak be az utolsó szakaszba, mert mindketten javíthattak volna az eredményükön, amikor lassítaniuk kellett a kikötői sikán környékén érvényben lévő sárga zászlós figyelmeztetés miatt. Coulthard időeredménye alapján bejutott a 3. szakaszba, de ott értelemszerűen nem tudott mért kört futni, így a 10. rajthelyet szerezte meg.

A második részben a 11–15. helyen végzett és kiesett Glock, Button, Heidfeld, Nakadzsima és Barrichello.

### Harmadik rész

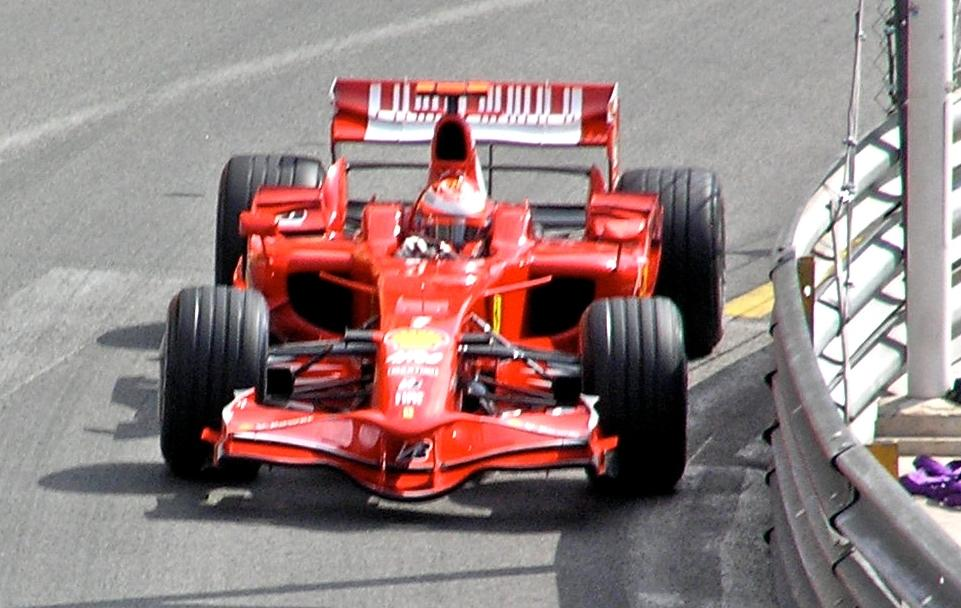
Kimi Räikkönen

A szakaszt Kovalainen kezdte meg, 1:16,621-es idejétől Rosberg, aki ezúttal már lágy gumikon futott, jelentősen elmaradt, 1:17,594-del. Hamilton, sok kisebb megcsúszása ellenére gyorsabb volt csapattársánál. Alonso kemény gumikon a 4. volt, de visszább csúszott, amint a Ferrarik kijöttek a pályára. 1:16,112-es körével Räikkönen állt az élre, Massa a 3. legjobb időt autózta. Webber, aki Alonsóhoz hasonlóan kemény gumikon autózott, ez idő tájt 6. volt. Kubica lágy abroncsokon 1:16,233-as eredményt ért el, amivel a második helyre lépett fel. Három perccel az időmérő edzés vége előtt Räikkönen, Kubica, Hamilton, Massa, Kovalainen, Alonso, Webber, Rosberg volt a kilenc versenyben lévő sorrendje.

Egy-egy gyors kerékcsere után a versenyzők nekifutottak utolsó mért köreiknek. Räikkönen 1:15,815-ös idejét egyik McLaren-versenyző sem tudta megjavítani. Egy ideig úgy tűnt, övé lesz a pole-pozíció, de Massa az utolsó pillanatokban 1:15,787-del az élre állt. Kubica, ismét közvetlenül a két élcsapat versenyzői mögött, az 5. helyen végzett, őt Rosberg és Alonso követte. Trulli 8. lett, Webber pedig csapattársa előtt zárt, igaz, Coulthard nem tudott mért kört futni a második rész végén elszenvedett balesete miatt.

### Az edzés végeredménye
| Helyezés | Versenyző            | Csapat/Motor        | 1. rész    | 2. rész  | 3. rész     |
| -------- | -------------------- | ------------------- | ---------- | -------- | ----------- |
| 1        | Felipe Massa         | Ferrari             | 1:15,190   | 1:15,110 | 1:15,787    |
| 2        | Kimi Räikkönen       | Ferrari             | 1:15,717   | 1:15,404 | 1:15,815    |
| 3        | Lewis Hamilton       | McLaren-Mercedes    | 1:15,582   | 1:15,322 | 1:15,839    |
| 4        | Heikki Kovalainen    | McLaren-Mercedes    | 1:15,295   | 1:15,389 | 1:16,165    |
| 5        | Robert Kubica        | BMW Sauber          | 1:15,977   | 1:15,483 | 1:16,171    |
| 6        | Nico Rosberg         | Williams-Toyota     | 1:15,935   | 1:15,287 | 1:16,548    |
| 7        | Fernando Alonso      | Renault             | 1:16,646   | 1:15,827 | 1:16,852    |
| 8        | Jarno Trulli         | Toyota              | 1:16,306   | 1:15,598 | 1:17,203    |
| 9        | Mark Webber          | Red Bull-Renault    | 1:16,074   | 1:15,745 | 1:17,343    |
| 10       | Timo Glock           | Toyota              | 1:16,285   | 1:15,907 |             |
| 11       | Jenson Button        | Honda               | 1:16,259   | 1:16,101 |             |
| 12       | Nick Heidfeld        | BMW Sauber          | 1:16,650   | 1:16,455 |             |
| 13       | Nakadzsima Kazuki    | Williams-Toyota     | 1:16,756   | 1:16,479 |             |
| 14       | Rubens Barrichello   | Honda               | 1:16,208   | 1:16,537 |             |
| 15       | David Coulthard      | Red Bull-Renault    | 1:16,086   | 1:15,839 | Idő nélkül* |
| 16       | Sébastien Bourdais   | Toro Rosso-Ferrari  | 1:16,806   |          |             |
| 17       | Nelson Piquet Jr.    | Renault             | 1:16,933   |          |             |
| 18       | Adrian Sutil         | Force India-Ferrari | 1:17,225   |          |             |
| 19       | Sebastian Vettel     | Toro Rosso-Ferrari  | 1:16,955** |          |             |
| 20       | Giancarlo Fisichella | Force India-Ferrari | 1:17,823** |          |             |

* David Coulthard bejutott az időmérő edzés 3. szakaszába, de nem tudott mért kört futni, mert a második szakasz végén összetörte az autóját, amiben így ki kellett cserélni a váltót, ezért a 10. helyett a 15. helyről indulhatott a versenyen. 

** Sebastian Vettel és Giancarlo Fisichella a váltóblokk cseréje miatt öt helyes rajtbüntetést kaptak.

## Futam

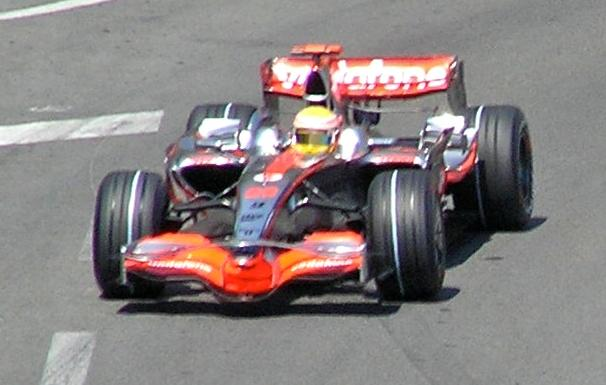
A verseny győztese, Lewis Hamilton

A monacói nagydíj futama május 25-én, vasárnap, közép-európai idő szerint 14:00 órakor rajtolt esős pályán, ami a verseny végére felszáradt. A 78 körös teljes versenytávot nem tudta teljesíteni a mezőny, a versenyt 2 óra elteltével (a versenyt azután intik le, hogy az első helyen haladó teljesíti a kiszabott versenytávot, kivétel, ha a futamidő túllépi a maximális két órát, ekkor az adott kör befejezésével vége a versenynek), a 76. kör végén intették le. Az első helyen Lewis Hamilton végzett, a dobogóra Robert Kubica és Felipe Massa állhatott fel.
Az esőre való tekintettel a mezőnyből mindenki átmeneti gumikon kezdte a versenyt, egyedül Piquet autójára tettek extrém esőabroncsokat. Coulthard az edzésen megszerzett 10. helyéhez képest öt pozícióval hátrábbról kezdhette a versenyt, mert szombati balesete után sebességváltót cseréltek az autójában. Kovalainen autója lefulladt a rajtrácson, és nem tudott elindulni a felvezető körre. Szerelői beindították, de már csak a bokszutcából startolhatott.
A rajtnál Massa megtartotta a vezető helyét, mögötte azonban Hamilton megelőzte Räikkönent. Az első körben több kisebb koccanás történt, a Grand Hotel- (korábban Loews-) kanyarban Rosberg hátulról nekiment Alonsónak, és eltörte az első vezetőszárnyát. Hasonló eset történt Button és Heidfeld között, mindketten be is mentek a bokszba szárnycserére. Rosberg viszont úgy ítélte meg, hogy törött orr-résszel is tovább tud menni. A kör végén az élmezőny Massa, Hamilton, Räikkönen, Kubica, Alonso, Rosberg, Trulli, Glock sorrendben haladt át a célvonalon.
Az eső erősödött, és az első három helyezett kezdett elszakadni a mezőnytől. A második kör végén Rosberg mégis kiállt lecseréltetni autója orrkúpját. Nem sokkal később hasonló okból Glock is meglátogatta a bokszutcát, ő a célegyenes előtti, Anthony Noghes-kanyarban pördült meg és törte össze az autója elejét. A kiállás során extrém esőgumikat tetetett fel. Massa ezalatt megfutotta az addigi leggyorsabb kört, de ahogy erősödött az eső, a versenyzők lelassultak, és az első körökhöz képest 2 másodperccel lassabb időket futottak.

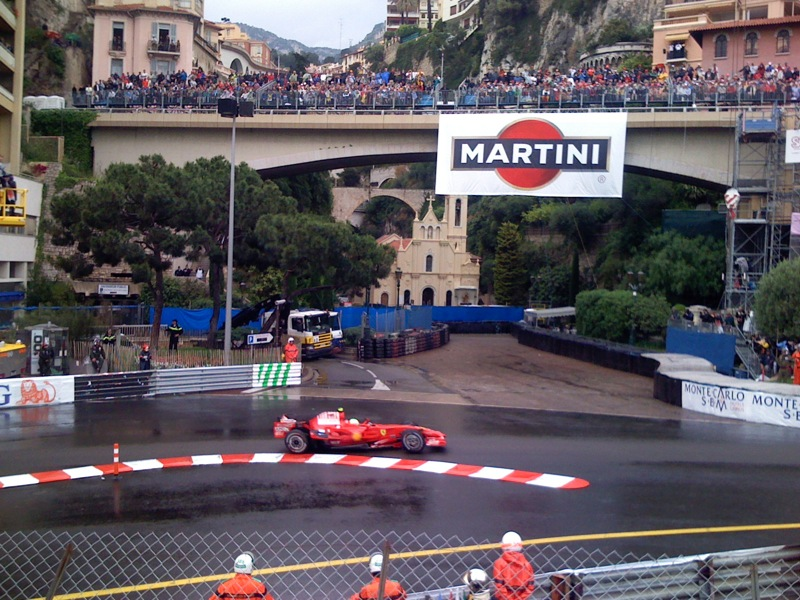
Massa harmadik lett az esős futamon

A 6. körben Hamilton a szalagkorlátnak csapódott a Tabac-kanyarban, és jobb hátsó defektet kapott. Szerencséjére nem volt messze a bokszutca bejárata, így nagyobb időveszteség nélkül tudott kiállni. Új átmeneti gumikat és sok üzemanyagot kapott. Az élen Massa előnye már 12 másodperc volt Räikkönenhez képest, akit Kubica utolért. Két körrel később Alonso kapott defektet, és pechjére pont akkor kellett a bokszba hajtania, amikor a biztonsági autó is a pályán volt Coulthard és Bourdais balesete miatt. A hosszú emelkedő utáni, Massenet-kanyarban Coulthard a korlátnak ütközött, a mögötte haladó Bourdais is pont ott csúszott meg, és a már a pálya szélén álló Coulthardnak ütközött. A pályát elborította a törmelék, a mezőny felsorakozott a biztonsági autó mögött. Alonso és Trulli, akik szintén kiálltak, ezalatt várakozni voltak kénytelenek a bokszutcában, mert a kijáratnál a lámpa piros volt.
A biztonsági autó kiállása után újraindult a verseny. A 11. körben Räikkönen bokszutca-áthajtásos büntetést kapott, amiért a rajtjel előtt három perccel még nem voltak fent a gumiabroncsok az autóján. Három körrel később letöltötte a büntetését, és Hamilton mögé érkezett vissza a pályára. Mögötte Alonso volt, aki a kényszerű kiállása során extrém esőgumikra váltott, és azok segítségével előbb Webbert, majd Heidfeldet is megelőzte. A 14. körben Alonso és Rosberg ismét, Nakadzsima első ízben veszítette el az első vezetőszárnyát, mindegyikük újra kiállni kényszerült.
16 kör telt el a versenyből, amikor Massa kicsúszott a St. Dévote-kanyarban. Sérülés nélkül vissza tudott jönni a pályára, de az első helyet elvesztette Kubicával szemben. Sutil megelőzte Heidfeldet, akit ezúttal defekt hátráltatott, és feljött a 6. helyre. Heidfeldet újabb kényszerű bokszkiállása után nem sokkal Kubica és Massa is lekörözte. Az extrém esőgumik egyre rosszabbak lettek, az élen haladók viszont egyre gyorsultak. A 24. körben Massa 1:31,749-det futott, ehhez képest Hamilton és Räikkönen két másodperccel volt lassabb.
Két körrel később Kubica végrehajtotta első tervezett kiállását és Räikkönen mögé tért volna vissza, de utóbbi éppen akkor csúszott ki az ominózus St. Dévote-kanyarban, és letörte az első terelőszárnyát. Újabb bokszkiállása után a 6. helyre, Sutil mögé jött vissza a pályára. Massa a 33. körben állt ki kereket cserélni és tankolni, és Hamilton mögé, a 2. helyre állt vissza. Kovalainen kiállása után a 17. volt. A 37. körben Sutil futotta meg a verseny addigi leggyorsabb körét. Az extrém esőgumik már használhatatlanok voltak, Glock a Mirabeau-kanyarban megpördült, majd kiállt kereket cserélni.

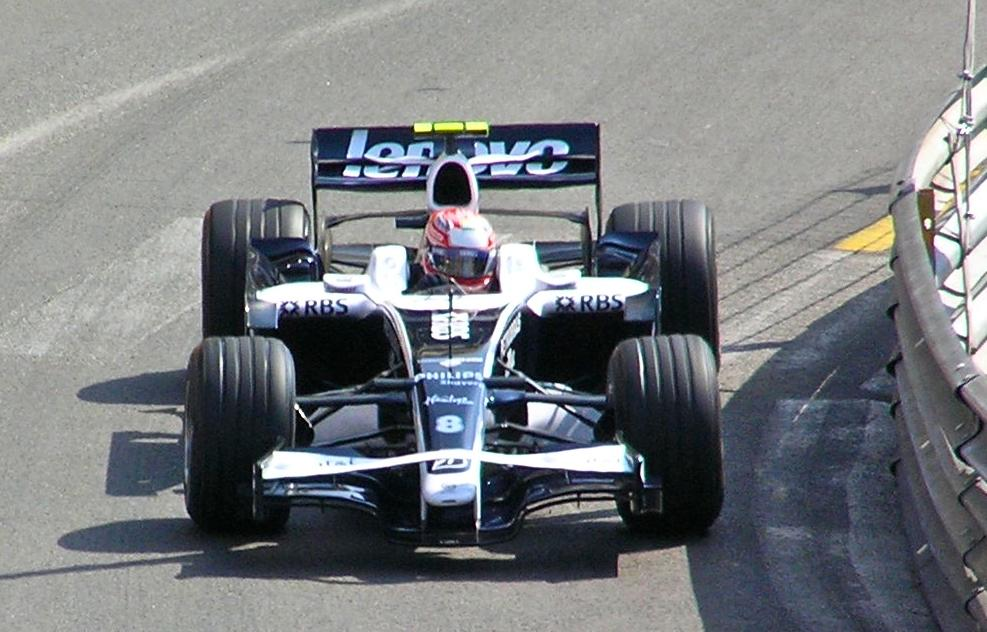
Nakadzsima két pontot szerzett a Williamsnek

Hamilton átmeneti gumijain növelte az előnyét az élen, már 17 másodperccel vezetett Massa előtt. A 42. körben például 4 másodperccel volt gyorsabb. A pálya a versenyvonalon már száraz volt, először Alonso kockáztatta meg a 46. körben, hogy száraz pályára alkalmas gumikra váltson. Csapattársa, Piquet ezalatt már küszködött az extrém vizes gumikon, Rosberg meg is előzte, mielőtt ő is kereket cserélt. A száraz gumikon azonban kicsúszott a St. Dévote-kanyarban és kiesett, ezzel pályafutása hatodik futamán sem tudott pontot szerezni. Webber kiállása után Sutil már a 4. helyen haladt, az élen Hamilton előnye 33 másodpercesre nőtt.
Az 54. körben Kubica, Sutil és Hamilton is kiálltak a bokszba, Hamilton az első helyre tudott visszajönni úgy, hogy Massának még hátravolt egy kiállása. Miután Räikkönen is száraz gumikra váltott, a sorrend Hamilton, Kubica, Massa, Sutil, Räikkönen, Webber, Vettel volt, Kovalainen a 11. helyen haladt, körhátrányban.
A 62. körben Rosberg megcsúszott az Uszodánál, autója faltól falig csapódva összetört, a leszakadt alkatrészek beterítették a pályát. Ismét bejött a biztonsági autó, de körökbe tellett, amíg a szétzilált mezőny a megfelelő sorrendben felsorakozott mögötte. A 67. körben gyorsíthattak a pilóták ismét versenytempóra. Räikkönen nagy vehemenciával próbálta megelőzni Sutilt, ám a kikötői sikán előtt nem tudott lefékezni, és hátulról belerohant. Räikkönennek a versenyen másodszor törött le az első légterelője, Sutil autója pedig annyira megsérült, hogy hibátlan versenyzése ellenére fel kellett adnia a futamot. Räikkönen az új, lágy keverékű gumijain a 74. körben megfutotta a verseny leggyorsabb körét, de ez sem volt elég ahhoz, hogy a 8. helyezett Kovalainent befogja.
Az élen már nem változott a sorrend, a kétórás időhatár túllépése miatt az eredetileg 78 körösre tervezett monacói nagydíjat a 76. kör végén intették le. Az élről induló Massa bronzérmes lett, Kubica megismételve malajziai teljesítményét, a 2. helyen végzett, Hamilton pedig második 2008-as győzelmével átvette a vezetést a világbajnokságban.
Webber 4. lett, mögötte a Toro Rosso első idénybeli pontjait megszerző Vettel végzett, Barrichello hosszú idő után ismét pontszerző helyen zárt, Nakadzsima 7., Kovalainen 8. lett. Összesen 14 autó ért célba, utolsóként Heidfeld, négy körös hátrányban.
| Helyezés | Rajthely | #  | Versenyző            | Csapat/Motor        | Körök | Idő/Kiesés oka | Pontszám |
| -------- | -------- | -- | -------------------- | ------------------- | ----- | -------------- | -------- |
| 1        | 3        | 22 | Lewis Hamilton       | McLaren-Mercedes    | 76    | 2:00.42,272    | 10       |
| 2        | 5        | 4  | Robert Kubica        | BMW Sauber          | 76    | + 3,069        | 8        |
| 3        | 1        | 2  | Felipe Massa         | Ferrari             | 76    | + 4,811        | 6        |
| 4        | 9        | 10 | Mark Webber          | Red Bull-Renault    | 76    | + 19,264       | 5        |
| 5        | 19       | 15 | Sebastian Vettel     | Toro Rosso-Ferrari  | 76    | + 24,657       | 4        |
| 6        | 15       | 17 | Rubens Barrichello   | Honda               | 76    | + 28,408       | 3        |
| 7        | 14       | 8  | Nakadzsima Kazuki    | Williams-Toyota     | 76    | + 30,180       | 2        |
| 8        | 4        | 23 | Heikki Kovalainen    | McLaren-Mercedes    | 76    | + 33,191       | 1        |
| 9        | 2        | 1  | Kimi Räikkönen       | Ferrari             | 76    | + 33,793       |          |
| 10       | 7        | 5  | Fernando Alonso      | Renault             | 75    | +1 kör         |          |
| 11       | 12       | 16 | Jenson Button        | Honda               | 75    | +1 kör         |          |
| 12       | 11       | 12 | Timo Glock           | Toyota              | 75    | +1 kör         |          |
| 13       | 8        | 11 | Jarno Trulli         | Toyota              | 75    | +1 kör         |          |
| 14       | 13       | 3  | Nick Heidfeld        | BMW Sauber          | 72    | +4 kör         |          |
| Ki       | 18       | 20 | Adrian Sutil         | Force India-Ferrari | 67    | Ütközés        |          |
| Ki       | 6        | 7  | Nico Rosberg         | Williams-Toyota     | 59    | Kicsúszás      |          |
| Ki       | 17       | 6  | Nelson Piquet Jr.    | Renault             | 47    | Kicsúszás      |          |
| Ki       | 20       | 21 | Giancarlo Fisichella | Force India-Ferrari | 36    | Váltóhiba      |          |
| Ki       | 10       | 9  | David Coulthard      | Red Bull-Renault    | 7     | Ütközés        |          |
| Ki       | 16       | 14 | Sébastien Bourdais   | Toro Rosso-Ferrari  | 7     | Ütközés        |          |

## A világbajnokság élmezőnyének állása a futam után
| H  | Versenyzők        | Pont | H  | Konstruktőrök       | Pont |
| -- | ----------------- | ---- | -- | ------------------- | ---- |
| 1  | Lewis Hamilton    | 38   | 1  | Ferrari             | 69   |
| 2  | Kimi Räikkönen    | 35   | 2  | McLaren-Mercedes    | 53   |
| 3  | Felipe Massa      | 34   | 3  | BMW Sauber          | 52   |
| 4  | Robert Kubica     | 32   | 4  | Williams            | 15   |
| 5  | Nick Heidfeld     | 20   | 5  | Red Bull – Renault  | 15   |
| 6  | Heikki Kovalainen | 15   | 6  | Renault             | 9    |
| 7  | Mark Webber       | 15   | 7  | Toyota              | 9    |
| 8  | Fernando Alonso   | 9    | 8  | Toro Rosso-Ferrari  | 6    |
| 9  | Jarno Trulli      | 9    | 9  | Honda               | 6    |
| 10 | Nico Rosberg      | 8    | 10 | Force India-Ferrari | 0    |
| 11 | Nakadzsima Kazuki | 7    | 11 | Super Aguri-Honda*  | 0    |

* A Super Aguri F1 csapat a Török Nagydíjat megelőzően visszalépett.

(A teljes táblázat)

## Statisztikák
- A vezető helyen eltöltött körök száma:
  - Lewis Hamilton: 44 (33–76.),
  - Felipe Massa: 22 (1–15. / 26–32.),
  - Robert Kubica: 10 (16–25.).
- Lewis Hamilton 6. győzelme, Felipe Massa 12. pole-pozíciója, Kimi Räikkönen 20. leggyorsabb köre.
- A McLaren 158. győzelme.
- Lewis Hamilton F1-es pályafutása során először nyert futamot nem pole-pozícióból indulva.
- Giancarlo Fisichella 200. versenye.